# Баянжаргалан (Дундговь)
Баянжаргалан — сомон у Середньо-Гобійському аймаці Монголії. Територія 3,19 тис. км², населення 1,6 тис. чол., центр — селище Аргатай, розташований на відстані 150 км від міста Мандалговь та у 286 км від Улан-Батора.

## Рельєф
Поверхня гориста з піщаною, солончаковою, м'яким глинистим ґрунтом.
Гори Хараат (1521 м), Іх Бор (1465 м.), Хавирга (1439 м), Делгер (1368 м), Хонгор Овоо (1280 м), Баянцогт (1231 м) з долинами Немнее, Енгерийн Улаан, Баянцогт, Авдар, Шар Бар, Дарвангай та ін.. Озеро та солончак Намнан Улаан, Могойт Улаан.

## Клімат
Різкоконтинентальний клімат. Середня температура січня −15-20 градусів, липня +16+22 градуси, щорічна норма опадів 100–150 мм.

## Економіка
Родовища: буре вугілля — Увдуг Худаг, залізна руда — Шилийн Толгой, керамічна глина — Баргилт, плавиковий шпат — Хуут, кам'яна руда — Араг, білий мармур — Малгай Цагаан.
77 тисяч голів худоби (2007 р.).

## Тваринний світ
Водяться дикі кози, лисиці, антилопи, дикі степові кішки — манули, тарбагани. Рослинність польова, степова.

## Соціальна сфера
Школа, лікарня, культурний та торговельно-обслуговуючий центри.